# Lògica de transistors pas

Una cèl·lula SRAM CMOS de sis transistors. M5 i M6 són transistors de pas bidireccionals.

En electrònica, la lògica de transistors pas (PTL) descriu diverses famílies lògiques utilitzades en el disseny de circuits integrats. Redueix el nombre de transistors utilitzats per fer diferents portes lògiques, eliminant els transistors redundants. Els transistors s'utilitzen com a interruptors per passar nivells lògics entre nodes d'un circuit, en lloc de com a interruptors connectats directament a tensions d'alimentació. Això redueix el nombre de dispositius actius, però té l'inconvenient que la diferència de tensió entre els nivells lògics alt i baix

un tancament D CMOS de 10 transistors, similar als circuits integrats CD4042 o CD74HC75.

disminueix a cada etapa (ja que els transistors de pas tenen certa resistència i no proporcionen restauració de nivell). Cada transistor en sèrie està menys saturat a la seva sortida que a la seva entrada. Si s'encadenen diversos dispositius en sèrie en un camí lògic, pot ser que calgui una porta construïda convencionalment per restaurar la tensió del senyal al valor total. Per contra, la lògica CMOS convencional canvia els transistors de manera que la sortida es connecti a un dels carrils d'alimentació (que sembla un esquema de col·lector obert), de manera que els nivells de tensió lògica en una cadena seqüencial no disminueixen. Pot ser necessària la simulació de circuits per garantir un rendiment adequat.

## Aplicacions
La lògica de transistors de passada sovint utilitza menys transistors, funciona més ràpid i requereix menys potència que la mateixa funció implementada amb els mateixos transistors en lògica CMOS totalment complementària.
XOR té el mapa de Karnaugh del pitjor dels casos: si s'implementa des de portes simples, requereix més transistors que qualsevol altra funció. Quan els transistors eren més cars, els dissenyadors del Z80 i molts altres xips estaven motivats per estalviar uns quants transistors implementant el XOR utilitzant la lògica de transistors de pas en lloc de portes simples.

## Principis bàsics dels circuits de transistors de pas
Els transistors de pas MOSFET són interruptors electrònics que encenen o apaguen el camí entre el seu drenatge i la font depenent del senyal de tensió de la seva porta (per exemple, el senyal de rellotge a la cèl·lula SRAM o el tancament D amb porta).
Com que els transistors de pas no proporcionen una restauració de nivell i perquè el seu camí conductor té una petita resistència diferent de zero, hi ha un retard RC augmentat per carregar la capacitat d'entrada de la següent etapa lògica (que inclou la capacitat paràsita a més de la capacitat de la porta de l'etapa següent) cap a una vàlida. nivells lògics de tensió alta o lògica de baixa tensió.

## Lògica de transistors de passada complementària
Alguns autors utilitzen el terme "lògica de transistor de passada complementària" per indicar un estil d'implementació de portes lògiques que utilitza portes de transmissió compostes tant per transistors de pas NMOS com per PMOS.
Altres autors utilitzen el terme "lògica de transistor de passada complementària" (CPL) per indicar un estil d'implementació de portes lògiques on cada porta consisteix en una xarxa de transistors de pas només NMOS, seguida d'un inversor de sortida CMOS.
Altres autors utilitzen el terme "lògica de transistor de passada complementària" (CPL) per indicar un estil d'implementació de portes lògiques mitjançant la codificació de doble carril. Cada porta CPL té dos cables de sortida, tant el senyal positiu com el senyal complementari, eliminant la necessitat d'inversors.